# Hunglish
A Hunglish humoros kifejezés (szóösszerántás) a Hungarian és English (azaz „magyar” és „angol”) szavakból, amely több értelemben használatos:
- A magyarok által nem anyanyelvi szinten használt angol nyelv, amelyet a magyaros kiejtés, valamint a magyaros szó- és mondatszerkezetek jellemeznek.
- Azon magyar nyelvhasználati, helyesírási vagy stilisztikai hibák gúnyos elnevezése, amelyek az angol nyelv hatására jönnek létre. Egyesek szerint e jelenségek káros hatással vannak a magyar nyelvre, illetve használatára. Káros hatásuk abban áll, hogy a helyes nyelvi formák rovására terjednek el, azokat ki is szoríthatják. A Hunglish kifejezések gyakran a két nyelv közötti szemléleti különbség figyelmen kívül hagyásából erednek. Mások azonban úgy gondolják, hogy csupán a nyelvfejlődést befolyásoló sokféle folyamat egyikéről van szó, melynek során a nyelvek kölcsönhatása idéz elő változásokat. Ebben a megközelítésben nem a szemléleti különbségek figyelmen kívül hagyásáról van szó, hanem éppen ellenkezőleg, a különböző szemléletek egymásra hatásáról.
- Angol szavakkal kevert magyar beszéd.

## Angol hatásra fellépő hibák

### Nyelvhasználati hibák
- „Egérpad” = egéralátét. (A mousepad szóból. Az angol pad itt párnát, alátétet jelent – a magyar pad szó viszont bútort.)
- „Kezdeti évek” vagy „Korai évek” (életrajzban) = Karrierjének kezdete (Early years)
- „Idővonal” = kronológia (A timeline szóból. Tükörfordítás, amely kezdi kiszorítani az időrend és a kronológia szavakat.)
- „character” fordítása a magyar „karakter” szóval, ami a magyarban jellemet jelent, nem szereplőt.

### Helyesírási hibák
- Az angolban két szóba írt kifejezések helytelen írása (pl. „szoftver fejlesztő”).
- Az angolban nagybetűvel, de magyarban kisbetűvel kezdődő szavak (hónapok neve, népek neve stb.) nagybetűs kezdése a mondat belsejében.

## Magyaros hibák az angolban
- Can be: Írország gyönyörű lehet. → Ireland can be beautiful., helyesen Ireland must be beautiful. Az első mondat sem lehetetlen, de más jelentéssel bír Írország (néha) lehet gyönyörű.
- Thank you, thanks: Hogy vagy? Kösz, jól. → How are you? *Thanks I'm good, helyesen I'm fine, thanks. Angolban a thanks és a thank you rendszerint a mondat végére kerül, ellentétben a magyarral.
- Népnevek kisbetűvel – az angolban naggyal kezdődnek.
- Létige kihagyása, pl. My name Anna a helyes My name is Anna helyett.
- Igék vonzatainak eltévesztése, pl. I remember to him a helyes I remember him helyett – magyarban valamire emlékezünk, angolban nincs vonzata a remember igének.
- Nemre utaló névmások eltévesztése, pl. My mother bought himself a purse a helyes bought herself a purse helyett – angolban van hímnemű és nőnemű egyes szám harmadik személy.
- Igeidők kihasználatlansága – a Mary watched TV when Peter arrived érthető ugyan, de a Mary was watching TV… benne a magyarban ismeretlen folyamatos múlttal a helyes változat.
- Kifejezések szó szerinti fordítása, pl. they used wayside words: a magyar „útszéli szavak”-ból jön, de az angolban ezt így mondják: vulgar words.
- A larger crowd approached helytelen: angolban nem használják a fokozást anélkül, hogy megmondanák, minél nagyobb, a „nagyobb tömeg közeledett” large crowdként adható vissza.
- Több jelentést lefedő magyar szó különböző jelentéseiből nem annak az angol megfelelőjét használják, amelyikét kellene. Elected for a second cycle megfogalmazás elected for a second term helyett. A magyar szóra hasonlító és azzal etimológiailag összefüggő cycle itt hamis barát a "terminus" jelentésű term helyett.

## Megjegyzés
Hunglish Korpusz a neve annak a fordítóprogramként használható korpusznak (mondatgyűjteménynek), amelyet az MTA Nyelvtudományi Intézete és a BME Médiaoktatási és ‑kutató Központja közreműködésében született.